# Pertica Bassa
Pertica Bassa är en ort och kommun i provinsen Brescia i regionen Lombardiet i Italien. Kommunen hade 609 invånare (2018).